# Caravaca de la Cruz
Caravaca de la Cruz er en by og kommune i det sydøstlige Spanien i Murcia-regionen. Den har et indbyggertal på 25.996 (2024) indbyggere.